# Reichstagswahl 1871
- SDAP: 2
- DtVP: 1
- DFP: 45
- NLP: 119
- LRP: 30
- Unabh. Lib.: 6
- Minderheiten: 15
- Partikularisten: 2
- DHP: 7
- Z: 60
- DRP: 39
- KP: 53
- Unabh. Kons: 3

Die Ergebnisse der Reichstagswahl nach Wahlkreisen. Die Nummerierung der Wahlkreise entspricht der der Tabelle.

Die Reichstagswahl 1871 war die Wahl der Abgeordneten zum 1. Deutschen Reichstag am 3. März 1871. Wahlberechtigt waren 7,65 Millionen männliche Reichsbürger ab dem 25. Lebensalter, das entsprach etwa 19,4 % der damaligen Bevölkerung. Militärangehörige und andere Gruppen waren ausgeschlossen. Die Wahlbeteiligung lag bei etwa 51 %.
Die Bürger des späteren Reichslands Elsaß-Lothringen wurden im ersten Reichstag nicht repräsentiert, da der Friede von Frankfurt mit Kriegsgegner Frankreich erst kurz nach der Wahl im Mai geschlossen wurde.
Stärkste politische Bewegung im Reichstag war der Liberalismus, dem 202 der 382 Abgeordneten zuzurechnen waren – allerdings auf verschiedene Fraktionen verteilt.
Vor allem die Nationalliberalen unterstützten die Politik von Reichskanzler Otto von Bismarck. Eines der wichtigsten Gesetze in dieser Legislaturperiode war die Lex Miquel-Lasker, mit dem die Gesetzgebungskompetenz des Reiches auf das gesamte bürgerliche Recht ausgeweitet wurde.

## Gesamtergebnis
Die Unterstützer der Politik Otto von Bismarcks, also Freikonservative, Nationalliberale, Fortschrittsparteiler und Altliberale erhielten eine deutliche Mehrheit der Sitze. 
| Politische Richtung            | Politische Richtung            | Parteien                                    | Parteien | Wählerstimmen | Wählerstimmen | Sitze im Reichstag | Sitze im Reichstag |
| ------------------------------ | ------------------------------ | ------------------------------------------- | -------- | ------------- | ------------- | ------------------ | ------------------ |
| Politische Richtung            | Politische Richtung            | Parteien                                    | Parteien | in Mio.       | Anteil        | absolut            | Anteil             |
| Konservative                   | Konservative                   | Konservative Partei (KP)                    |          | 0,549         | 14,1 %        | 053                | 13,9 %             |
| Konservative                   | Konservative                   | Freikonservative (DRP)                      |          | 0,346         | 008,9 %       | 039                | 10,2 %             |
| Konservative                   | Konservative                   | sonstige Konservative                       |          | n/a           | 00n/a         | 003                | 000,8 %            |
| Liberale                       | Rechts-                        | Liberale Reichspartei (LRP)                 |          | 0,281         | 007,2 %       | 030                | 007,9 %            |
| Liberale                       | Rechts-                        | Nationalliberale Partei (NLP)               |          | 1,171         | 30,1 %        | 119                | 31,1 %             |
| Liberale                       |                                | sonstige Liberale                           |          | n/a           | n/a           | 006                | 001,6 %            |
| Liberale                       | Links-                         | Deutsche Fortschrittspartei (DFP)           |          | 0,342         | 008,8 %       | 045                | 11,8 %             |
| Liberale                       | Links-                         | Deutsche Volkspartei (DtVP)                 |          | 0,019         | 000,5 %       | 0001               | 000,3 %            |
| Katholiken                     | Katholiken                     | Zentrumspartei                              |          | 0,724         | 18,6 %        | 060                | 15,7 %             |
| Sozialisten                    | Sozialisten                    | Sozialdemokratische Arbeiterpartei (SDAP)   |          | 0,124         | 003,2 %       | 0002               | 000,5 %            |
| Sozialisten                    | Sozialisten                    | Allgemeiner Deutscher Arbeiterverein (ADAV) |          | 0,124         | 003,2 %       | 000–               | 00–                |
| Regionalparteien, Minderheiten | Regionalparteien, Minderheiten | Welfen (DHP)                                |          | 0,052         | 001,4 %       | 0007               | 001,8 %            |
| Regionalparteien, Minderheiten | Regionalparteien, Minderheiten | Polen                                       |          | 0,176         | 004,5 %       | 014                | 003,7 %            |
| Regionalparteien, Minderheiten | Regionalparteien, Minderheiten | Dänen                                       |          | 0,025         | 000,7 %       | 0001               | 000,3 %            |
|                                |                                | Sonstige                                    |          | 0,079         | 002,0 %       | 0002 1             | 000,5 %            |
| Gesamt                         | Gesamt                         | Gesamt                                      | Gesamt   | 3,888         | 0100 %        | 382                | 100 %              |

In der Literatur werden zum Teil abweichende Sitzzahlen für die Deutsche Reichspartei, für das Zentrum und für die Welfen angegeben. Der freikonservative Abgeordnete und katholische Domkapitular Franz Künzer (Breslau 12) wird in manchen Veröffentlichungen dem Zentrum zugerechnet. Ebenso werden die beiden Welfen-Abgeordneten Lenthe (Hannover 9) und Fischer (Hannover 12) teilweise dem Zentrum zugerechnet.

## Gewählte Abgeordnete nach Wahlkreisen
In jedem der insgesamt 382 Wahlkreise wurde nach absolutem Mehrheitswahlrecht ein Abgeordneter gewählt. Wenn kein Kandidat im ersten Wahlgang die absolute Mehrheit erreichte, wurde eine Stichwahl zwischen den beiden bestplatzierten Kandidaten durchgeführt. In den folgenden Tabellen werden die Wahlkreissieger und ihre Parteistellung angegeben.

### Preußen
| Königreich Preußen                                    | Königreich Preußen                                                                  | Königreich Preußen                            | Königreich Preußen                            | Königreich Preußen                            |
| Provinz Preußen – Regierungsbezirk Königsberg         | Provinz Preußen – Regierungsbezirk Königsberg                                       | Provinz Preußen – Regierungsbezirk Königsberg | Provinz Preußen – Regierungsbezirk Königsberg | Provinz Preußen – Regierungsbezirk Königsberg |
| ----------------------------------------------------- | ----------------------------------------------------------------------------------- | --------------------------------------------- | --------------------------------------------- | --------------------------------------------- |
| 1                                                     | Memel, Heydekrug                                                                    | Helmuth Karl Bernhard von Moltke              | KP                                            |                                               |
| 2                                                     | Labiau, Wehlau                                                                      | Friedrich Fernow                              | NLP                                           |                                               |
| 3                                                     | Königsberg-Stadt                                                                    | Julius Dickert                                | DFP                                           |                                               |
| 4                                                     | Fischhausen, Königsberg-Land                                                        | Otto Karl von Hüllessem-Meerscheidt           | KP                                            |                                               |
| 5                                                     | Heiligenbeil, Preußisch-Eylau                                                       | Willibald von Kalckstein                      | KP                                            |                                               |
| 6                                                     | Braunsberg, Heilsberg                                                               | Theodor Joseph Blell                          | Zentrum                                       |                                               |
| 7                                                     | Preußisch-Holland, Mohrungen                                                        | Wilhelm von Minnigerode                       | KP                                            |                                               |
| 8                                                     | Osterode i. Opr., Neidenburg                                                        | Georg von Stein                               | KP                                            |                                               |
| 9                                                     | Allenstein, Rößel                                                                   | Rudolph Borowski                              | Zentrum                                       |                                               |
| 10                                                    | Rastenburg, Friedland, Gerdauen                                                     | Max von Romberg                               | KP                                            |                                               |
| Provinz Preußen – Regierungsbezirk Gumbinnen          |                                                                                     |                                               |                                               |                                               |
| 1                                                     | Tilsit, Niederung                                                                   | Otto von Keyserlingk zu Rautenburg            | KP                                            |                                               |
| 2                                                     | Ragnit, Pillkallen                                                                  | Wilhelm Francke                               | DFP                                           |                                               |
| 3                                                     | Gumbinnen, Insterburg                                                               | Robert Müllauer                               | DFP                                           |                                               |
| 4                                                     | Stallupönen, Goldap, Darkehmen                                                      | Emil von Sperber                              | KP                                            |                                               |
| 5                                                     | Angerburg, Lötzen                                                                   | Karl von Lehndorff                            | KP                                            |                                               |
| 6                                                     | Oletzko, Lyck, Johannisburg                                                         | George von Simpson-Georgenburg                | KP                                            |                                               |
| 7                                                     | Sensburg, Ortelsburg                                                                | Leopold von Hoverbeck                         | DFP                                           |                                               |
| Provinz Preußen – Regierungsbezirk Danzig             |                                                                                     |                                               |                                               |                                               |
| 1                                                     | Marienburg, Elbing                                                                  | Wilhelm von Brauchitsch                       | KP                                            |                                               |
| 2                                                     | Danzig Land                                                                         | Gustav von Diest                              | KP                                            |                                               |
| 3                                                     | Danzig Stadt                                                                        | Theodor Wilhelm Lesse                         | NLP                                           |                                               |
| 4                                                     | Neustadt (Westpr.), Putzig, Karthaus                                                | Leo von Rybinski                              | Pole                                          |                                               |
| 5                                                     | Berent, Preußisch Stargard, Dirschau                                                | Michael von Kalkstein                         | Pole                                          |                                               |
| Provinz Preußen – Regierungsbezirk Marienwerder       |                                                                                     |                                               |                                               |                                               |
| 1                                                     | Marienwerder, Stuhm                                                                 | Leopold von Winter                            | NLP                                           |                                               |
| 2                                                     | Rosenberg (Westpr.), Löbau                                                          | Rodrigo zu Dohna-Finckenstein                 | KP                                            |                                               |
| 3                                                     | Graudenz, Strasburg (Westpr.)                                                       | Julius von Hennig                             | NLP                                           |                                               |
| 4                                                     | Thorn, Kulm, Briesen                                                                | Anton Maranski                                | Pole                                          |                                               |
| 5                                                     | Schwetz                                                                             | Gustav Gerlich                                | NLP                                           |                                               |
| 6                                                     | Konitz, Tuchel                                                                      | Albert Ludwig von Haza-Radlitz                | Pole                                          |                                               |
| 7                                                     | Schlochau, Flatow                                                                   | Botho Heinrich zu Eulenburg                   | KP                                            |                                               |
| 8                                                     | Deutsch-Krone                                                                       | Franz Adolph Guenther                         | DRP                                           |                                               |
| Berlin                                                |                                                                                     |                                               |                                               |                                               |
| 1                                                     | Alt-Berlin, Cölln, Friedrichswerder, Dorotheenstadt, Friedrichstadt-Nord            | Adolf Hagen                                   | DFP                                           |                                               |
| 2                                                     | Schöneberger Vorstadt, Friedrichsvorstadt, Tempelhofer Vorstadt, Friedrichstadt-Süd | Moritz Klotz                                  | DFP                                           |                                               |
| 3                                                     | Luisenstadt diesseits des Kanals, Neu-Cölln                                         | Eduard Windthorst                             | DFP                                           |                                               |
| 4                                                     | Luisenstadt jenseits des Kanals, Stralauer Vorstadt, Königsstadt-Ost                | Heinrich Runge                                | DFP                                           |                                               |
| 5                                                     | Spandauer Vorstadt, Friedrich-Wilhelm-Stadt, Königsstadt-West                       | Franz Duncker                                 | DFP                                           |                                               |
| 6                                                     | Wedding, Gesundbrunnen, Moabit, Oranienburger Vorstadt, Rosenthaler Vorstadt        | Hermann Schulze-Delitzsch                     | DFP                                           |                                               |
| Provinz Brandenburg – Regierungsbezirk Potsdam        |                                                                                     |                                               |                                               |                                               |
| 1                                                     | Westprignitz                                                                        | Gustav von Jagow                              | KP                                            |                                               |
| 2                                                     | Ostprignitz                                                                         | Carl von Karstedt                             | KP                                            |                                               |
| 3                                                     | Ruppin, Templin                                                                     | Adolf von Arnim-Boitzenburg                   | fraktionslos konservativ                      |                                               |
| 4                                                     | Prenzlau, Angermünde                                                                | Friedrich von Wedell-Malchow                  | KP                                            |                                               |
| 5                                                     | Oberbarnim                                                                          | Ernst von Eckardstein-Prötzel                 | DRP                                           |                                               |
| 6                                                     | Niederbarnim, Lichtenberg                                                           | Carl von Treskow                              | KP                                            |                                               |
| 7                                                     | Potsdam, Osthavelland, Spandau                                                      | Louis Emden                                   | DFP                                           |                                               |
| 8                                                     | Brandenburg an der Havel, Westhavelland                                             | August Hausmann                               | DFP                                           |                                               |
| 9                                                     | Zauch-Belzig, Jüterbog-Luckenwalde                                                  | Curt von Watzdorf                             | KP                                            |                                               |
| 10                                                    | Teltow, Beeskow-Storkow                                                             | Nicolaus von Handjery                         | KP                                            |                                               |
| Provinz Brandenburg – Regierungsbezirk Frankfurt      |                                                                                     |                                               |                                               |                                               |
| 1                                                     | Arnswalde, Friedeberg                                                               | Karl Wilmanns                                 | KP                                            |                                               |
| 2                                                     | Landsberg (Warthe), Soldin                                                          | Rudolph Anton Lucas von Cranach               | KP                                            |                                               |
| 3                                                     | Königsberg (Neumark)                                                                | Robert von Keudell                            | DRP                                           |                                               |
| 4                                                     | Frankfurt (Oder), Lebus                                                             | Eduard von Simson                             | NLP                                           |                                               |
| 5                                                     | Oststernberg, Weststernberg                                                         | Karl von Waldow und Reitzenstein              | KP                                            |                                               |
| 6                                                     | Züllichau-Schwiebus, Crossen                                                        | Otto Uhden                                    | KP                                            |                                               |
| 7                                                     | Guben, Lübben                                                                       | Ewald von Kleist                              | KP                                            |                                               |
| 8                                                     | Sorau, Forst                                                                        | Henning von Puttkamer                         | NLP                                           |                                               |
| 9                                                     | Cottbus, Spremberg                                                                  | Hans Köster                                   | KP                                            |                                               |
| 10                                                    | Calau, Luckau                                                                       | Wolf Hugo von Lindenau                        | DRP                                           |                                               |
| Provinz Pommern – Regierungsbezirk Stettin            |                                                                                     |                                               |                                               |                                               |
| 1                                                     | Demmin, Anklam                                                                      | Helmuth von Maltzahn                          | KP                                            |                                               |
| 2                                                     | Ueckermünde, Usedom-Wollin                                                          | Robert von Patow                              | LRP                                           |                                               |
| 3                                                     | Randow, Greifenhagen                                                                | Otto Stavenhagen                              | KP                                            |                                               |
| 4                                                     | Stettin                                                                             | Carl Theodor Schmidt                          | DFP                                           |                                               |
| 5                                                     | Pyritz, Saatzig                                                                     | Wilhelm von Schöning                          | KP                                            |                                               |
| 6                                                     | Naugard, Regenwalde                                                                 | Moritz von Blanckenburg                       | KP                                            |                                               |
| 7                                                     | Greifenberg, Kammin                                                                 | Carl von Woedtke                              | KP                                            |                                               |
| Provinz Pommern – Regierungsbezirk Köslin             |                                                                                     |                                               |                                               |                                               |
| 1                                                     | Stolp, Lauenburg in Pommern                                                         | Carl Friedrich von Denzin                     | KP                                            |                                               |
| 2                                                     | Bütow, Rummelsburg, Schlawe                                                         | Nikolaus von Below                            | KP                                            |                                               |
| 3                                                     | Köslin, Kolberg-Körlin, Bublitz                                                     | August von Gerlach                            | KP                                            |                                               |
| 4                                                     | Belgard, Schivelbein, Dramburg                                                      | Rüdiger von der Goltz                         | KP                                            |                                               |
| 5                                                     | Neustettin                                                                          | Hermann Wagener                               | KP                                            |                                               |
| Provinz Pommern – Regierungsbezirk Stralsund          |                                                                                     |                                               |                                               |                                               |
| 1                                                     | Rügen, Stralsund, Franzburg                                                         | Ulrich von Behr-Negendank                     | DRP                                           |                                               |
| 2                                                     | Greifswald, Grimmen                                                                 | Friedrich von Behr                            | DRP                                           |                                               |
| Provinz Posen – Regierungsbezirk Posen                |                                                                                     |                                               |                                               |                                               |
| 1                                                     | Posen                                                                               | Władysław Niegolewski                         | Pole                                          |                                               |
| 2                                                     | Samter, Birnbaum, Obornik, Schwerin (Warthe)                                        | Ludwig von Rönne                              | NLP                                           |                                               |
| 3                                                     | Meseritz, Bomst                                                                     | Hans Wilhelm von Unruhe-Bomst                 | DRP                                           |                                               |
| 4                                                     | Buk, Schmiegel, Kosten                                                              | Alfred von Zoltowski                          | Pole                                          |                                               |
| 5                                                     | Kröben                                                                              | Roman Prinz Czartoryski                       | Pole                                          |                                               |
| 6                                                     | Fraustadt, Lissa                                                                    | Maximilian von Puttkamer                      | NLP                                           |                                               |
| 7                                                     | Schrimm, Schroda                                                                    | Napoleon Xaver von Mankowski                  | Pole                                          |                                               |
| 8                                                     | Wreschen, Pleschen, Jarotschin                                                      | Wladislaw von Taczanowski                     | Pole                                          |                                               |
| 9                                                     | Krotoschin, Koschmin                                                                | Heinrich von Krzyzanowski                     | Pole                                          |                                               |
| 10                                                    | Adelnau, Schildberg, Ostrowo, Kempen in Posen                                       | Peter von Szembek                             | Pole                                          |                                               |
| Provinz Posen – Regierungsbezirk Bromberg             |                                                                                     |                                               |                                               |                                               |
| 1                                                     | Czarnikau, Filehne, Kolmar in Posen                                                 | Adelbert von der Schulenburg-Filehne          | KP                                            |                                               |
| 2                                                     | Wirsitz, Schubin, Znin                                                              | Leo von Skorzewski                            | Pole                                          |                                               |
| 3                                                     | Bromberg                                                                            | Carl Eggert                                   | NLP                                           |                                               |
| 4                                                     | Inowrazlaw, Mogilno, Strelno                                                        | Hippolyt von Turno                            | Pole                                          |                                               |
| 5                                                     | Gnesen, Wongrowitz, Witkowo                                                         | Konstantin von Dziembowski                    | Pole                                          |                                               |
| Provinz Schlesien – Regierungsbezirk Breslau          |                                                                                     |                                               |                                               |                                               |
| 1                                                     | Guhrau, Steinau, Wohlau                                                             | Leopold von Frankenberg-Ludwigsdorf           | KP                                            |                                               |
| 2                                                     | Militsch, Trebnitz                                                                  | August von Maltzan                            | DRP                                           |                                               |
| 3                                                     | Groß Wartenberg, Oels                                                               | Wilhelm von Kardorff                          | DRP                                           |                                               |
| 4                                                     | Namslau, Brieg                                                                      | Anton Leopold Allnoch                         | DFP                                           |                                               |
| 5                                                     | Ohlau, Strehlen, Nimptsch                                                           | Friedrich Schröter                            | DRP                                           |                                               |
| 6                                                     | Breslau-Ost                                                                         | Julius von Kirchmann                          | DFP                                           |                                               |
| 7                                                     | Breslau-West                                                                        | Franz Ziegler                                 | DFP                                           |                                               |
| 8                                                     | Neumarkt, Breslau-Land                                                              | August von Ende                               | DRP                                           |                                               |
| 9                                                     | Striegau, Schweidnitz                                                               | Carl von Pückler                              | KP                                            |                                               |
| 10                                                    | Waldenburg                                                                          | Hans von Pleß                                 | DRP                                           |                                               |
| 11                                                    | Reichenbach, Neurode                                                                | Egmont Websky                                 | NLP                                           |                                               |
| 12                                                    | Glatz, Habelschwerdt                                                                | Franz Künzer                                  | DRP                                           |                                               |
| 13                                                    | Frankenstein, Münsterberg                                                           | Adalbert Kraetzig                             | Zentrum                                       |                                               |
| Provinz Schlesien – Regierungsbezirk Oppeln           |                                                                                     |                                               |                                               |                                               |
| 1                                                     | Kreuzburg, Rosenberg O.S.                                                           | Eduard Georg von Bethusy-Huc                  | DRP                                           |                                               |
| 2                                                     | Oppeln                                                                              | Hyacinth von Strachwitz-Sustky                | KP                                            |                                               |
| 3                                                     | Groß Strehlitz, Kosel                                                               | Johannes Maria von Renard                     | DRP                                           |                                               |
| 4                                                     | Lublinitz, Tost-Gleiwitz                                                            | Hugo zu Hohenlohe-Öhringen                    | DRP                                           |                                               |
| 5                                                     | Beuthen, Tarnowitz                                                                  | Hans Ulrich von Schaffgotsch                  | DRP                                           |                                               |
| 6                                                     | Kattowitz, Zabrze                                                                   | Arthur von Saurma-Jeltsch                     | DRP                                           |                                               |
| 7                                                     | Pleß, Rybnik                                                                        | Eduard Müller                                 | Zentrum                                       |                                               |
| 8                                                     | Ratibor                                                                             | Karl Fürst Lichnowsky                         | DRP                                           |                                               |
| 9                                                     | Leobschütz                                                                          | Franz Engel                                   | NLP                                           |                                               |
| 10                                                    | Neustadt O.S.                                                                       | Eduard von Oppersdorff                        | DRP                                           |                                               |
| 11                                                    | Falkenberg O.S., Grottkau                                                           | Friedrich von Frankenberg und Ludwigsdorf     | DRP                                           |                                               |
| 12                                                    | Neisse                                                                              | Karl Rudolf Friedenthal                       | DRP                                           |                                               |
| Provinz Schlesien – Regierungsbezirk Liegnitz         |                                                                                     |                                               |                                               |                                               |
| 1                                                     | Grünberg, Freystadt                                                                 | Karl zu Carolath-Beuthen                      | DRP                                           |                                               |
| 2                                                     | Sagan, Sprottau                                                                     | Octavio von Zedlitz-Neukirch                  | DRP                                           |                                               |
| 3                                                     | Glogau                                                                              | Ludwig von Rittberg                           | KP                                            |                                               |
| 4                                                     | Lüben, Bunzlau                                                                      | Hermann zu Dohna-Kotzenau                     | NLP                                           |                                               |
| 5                                                     | Löwenberg                                                                           | Georges von Cottenet                          | KP                                            |                                               |
| 6                                                     | Liegnitz, Goldberg-Haynau                                                           | Ludwig Jacobi                                 | NLP                                           |                                               |
| 7                                                     | Landeshut, Jauer, Bolkenhain                                                        | Rudolf von Gneist                             | NLP                                           |                                               |
| 8                                                     | Schönau, Hirschberg                                                                 | Johann Louis Tellkampf                        | NLP                                           |                                               |
| 9                                                     | Görlitz, Lauban                                                                     | Louis Müller                                  | DFP                                           |                                               |
| 10                                                    | Rothenburg (Oberlausitz), Hoyerswerda                                               | Otto Theodor von Seydewitz                    | KP                                            |                                               |
| Provinz Sachsen – Regierungsbezirk Magdeburg          |                                                                                     |                                               |                                               |                                               |
| 1                                                     | Salzwedel, Gardelegen                                                               | Werner von der Schulenburg-Beetzendorf        | KP                                            |                                               |
| 2                                                     | Stendal, Osterburg                                                                  | Wilhelm von Bismarck-Briest                   | KP                                            |                                               |
| 3                                                     | Jerichow I, Jerichow II                                                             | Gustav von Bonin                              | LRP                                           |                                               |
| 4                                                     | Magdeburg                                                                           | Hans Victor von Unruh                         | NLP                                           |                                               |
| 5                                                     | Neuhaldensleben, Wolmirstedt                                                        | Max von Forckenbeck                           | NLP                                           |                                               |
| 6                                                     | Wanzleben                                                                           | Robert von Benda                              | NLP                                           |                                               |
| 7                                                     | Aschersleben, Quedlinburg, Calbe an der Saale                                       | Adolph von Dietze                             | DRP                                           |                                               |
| 8                                                     | Halberstadt, Oschersleben, Wernigerode                                              | August von Bernuth                            | LRP                                           |                                               |
| Provinz Sachsen – Regierungsbezirk Merseburg          |                                                                                     |                                               |                                               |                                               |
| 1                                                     | Liebenwerda, Torgau                                                                 | Carl Heinrich Ludwig Schaper                  | KP                                            |                                               |
| 2                                                     | Schweinitz, Wittenberg                                                              | Hans Julius von Bodenhausen                   | KP                                            |                                               |
| 3                                                     | Bitterfeld, Delitzsch                                                               | Friedrich von Busse                           | KP                                            |                                               |
| 4                                                     | Halle (Saale), Saalkreis                                                            | Friedrich Hammacher                           | NLP                                           |                                               |
| 5                                                     | Mansfelder Seekreis, Mansfelder Gebirgskreis                                        | Anton Sombart                                 | NLP                                           |                                               |
| 6                                                     | Sangerhausen, Eckartsberga                                                          | Hermann Jüngken                               | NLP                                           |                                               |
| 7                                                     | Querfurt, Merseburg                                                                 | Johannes Moritz Wölfel                        | NLP                                           |                                               |
| 8                                                     | Naumburg, Weißenfels, Zeitz                                                         | Otto Rohland                                  | DFP                                           |                                               |
| Provinz Sachsen – Regierungsbezirk Erfurt             |                                                                                     |                                               |                                               |                                               |
| 1                                                     | Nordhausen, Hohenstein                                                              | Eduard von Davier                             | KP                                            |                                               |
| 2                                                     | Heiligenstadt, Worbis                                                               | Conrad Zehrt                                  | Zentrum                                       |                                               |
| 3                                                     | Mühlhausen, Langensalza, Weißensee                                                  | Friedrich Bernhard von Hagke                  | DRP                                           |                                               |
| 4                                                     | Erfurt, Schleusingen, Ziegenrück                                                    | Robert Lucius                                 | DRP                                           |                                               |
| Provinz Schleswig-Holstein                            |                                                                                     |                                               |                                               |                                               |
| 1                                                     | Hadersleben, Sonderburg                                                             | Hans Krüger                                   | Däne                                          |                                               |
| 2                                                     | Apenrade, Flensburg                                                                 | Karl Christensen                              | NLP                                           |                                               |
| 3                                                     | Schleswig, Eckernförde                                                              | Eduard von Baudissin                          | Partikularist                                 |                                               |
| 4                                                     | Tondern, Husum, Eiderstedt                                                          | Mathias Christian Petersen                    | NLP                                           |                                               |
| 5                                                     | Dithmarschen, Steinburg                                                             | Karl Lorentzen                                | DFP                                           |                                               |
| 6                                                     | Pinneberg, Segeberg                                                                 | Friedrich Heinrich Otto Jensen                | Partikularist                                 |                                               |
| 7                                                     | Kiel, Rendsburg                                                                     | Albert Hänel                                  | DFP                                           |                                               |
| 8                                                     | Altona, Stormarn                                                                    | Rudolf Schleiden                              | LRP                                           |                                               |
| 9                                                     | Oldenburg in Holstein, Plön                                                         | Wilhelm Seelig                                | DFP                                           |                                               |
| 10                                                    | Herzogtum Lauenburg                                                                 | Richard Krieger                               | NLP                                           |                                               |
| Provinz Hannover                                      |                                                                                     |                                               |                                               |                                               |
| 1                                                     | Emden, Norden, Weener                                                               | Wilhelm von Freeden                           | NLP                                           |                                               |
| 2                                                     | Aurich, Wittmund, Leer                                                              | Johann Gerhardt Röben                         | NLP                                           |                                               |
| 3                                                     | Meppen, Lingen, Bentheim, Aschendorf, Hümmling                                      | Ludwig Windthorst                             | Zentrum                                       |                                               |
| 4                                                     | Osnabrück, Bersenbrück, Iburg                                                       | Carl Erxleben                                 | DHP                                           |                                               |
| 5                                                     | Melle, Diepholz, Wittlage, Sulingen, Stolzenau                                      | Otto zu Stolberg-Wernigerode                  | DRP                                           |                                               |
| 6                                                     | Syke, Verden                                                                        | Ernst Friedrich Adickes                       | NLP                                           |                                               |
| 7                                                     | Nienburg, Neustadt am Rübenberge, Fallingbostel                                     | Carl Ferdinand Nieper                         | DHP                                           |                                               |
| 8                                                     | Hannover                                                                            | Heinrich Ewald                                | DHP                                           |                                               |
| 9                                                     | Hameln, Linden, Springe                                                             | Ernst von Lenthe                              | DHP                                           |                                               |
| 10                                                    | Hildesheim, Marienburg, Alfeld (Leine), Gronau                                      | Hermann Roemer                                | NLP                                           |                                               |
| 11                                                    | Einbeck, Northeim, Osterode am Harz, Uslar                                          | Siegfried Wilhelm Albrecht                    | NLP                                           |                                               |
| 12                                                    | Göttingen, Duderstadt, Münden                                                       | Friedrich Wilhelm Fischer                     | DHP                                           |                                               |
| 13                                                    | Goslar, Zellerfeld, Ilfeld                                                          | Georg Herbert zu Münster                      | DRP                                           |                                               |
| 14                                                    | Gifhorn, Celle, Peine, Burgdorf                                                     | Gottlieb Planck                               | NLP                                           |                                               |
| 15                                                    | Lüchow, Uelzen, Dannenberg, Bleckede                                                | Otto von Grote                                | DHP                                           |                                               |
| 16                                                    | Lüneburg, Soltau, Winsen (Luhe)                                                     | Carl Gravenhorst                              | DHP                                           |                                               |
| 17                                                    | Harburg, Rotenburg in Hannover, Zeven                                               | August Grumbrecht                             | NLP                                           |                                               |
| 18                                                    | Stade, Geestemünde, Bremervörde, Osterholz                                          | Diedrich Wilhelm Andreas Augspurg             | NLP                                           |                                               |
| 19                                                    | Neuhaus (Oste), Hadeln, Lehe, Kehdingen, Jork                                       | Rudolf von Bennigsen                          | NLP                                           |                                               |
| Provinz Westfalen – Regierungsbezirk Münster          |                                                                                     |                                               |                                               |                                               |
| 1                                                     | Tecklenburg, Steinfurt, Ahaus                                                       | Hermann von Mallinckrodt                      | Zentrum                                       |                                               |
| 2                                                     | Münster, Coesfeld                                                                   | Clemens Heereman von Zuydwyck                 | Zentrum                                       |                                               |
| 3                                                     | Borken, Recklinghausen                                                              | Friedrich von Landsberg-Velen und Gemen       | Zentrum                                       |                                               |
| 4                                                     | Lüdinghausen, Beckum, Warendorf                                                     | Ignatz von Landsberg-Velen und Steinfurt      | Zentrum                                       |                                               |
| Provinz Westfalen – Regierungsbezirk Minden           |                                                                                     |                                               |                                               |                                               |
| 1                                                     | Minden, Lübbecke                                                                    | Alexander von Oheimb                          | KP                                            |                                               |
| 2                                                     | Herford, Halle (Westfalen)                                                          | Carl von Bodelschwingh                        | KP                                            |                                               |
| 3                                                     | Bielefeld, Wiedenbrück                                                              | Theodor Düesberg                              | DRP                                           |                                               |
| 4                                                     | Paderborn, Büren                                                                    | Wilderich von Ketteler                        | Zentrum                                       |                                               |
| 5                                                     | Höxter, Warburg                                                                     | Hermann Evers                                 | Zentrum                                       |                                               |
| Provinz Westfalen – Regierungsbezirk Arnsberg         |                                                                                     |                                               |                                               |                                               |
| 1                                                     | Wittgenstein, Siegen, Biedenkopf                                                    | Albert von Dörnberg                           | DRP                                           |                                               |
| 2                                                     | Olpe, Arnsberg, Meschede                                                            | Peter Reichensperger                          | Zentrum                                       |                                               |
| 3                                                     | Altena, Iserlohn, Lüdenscheid                                                       | Carl Overweg                                  | LRP                                           |                                               |
| 4                                                     | Hagen, Schwelm, Witten                                                              | Friedrich Harkort                             | DFP                                           |                                               |
| 5                                                     | Bochum, Gelsenkirchen, Hattingen, Herne                                             | Wilhelm Loewe                                 | DFP                                           |                                               |
| 6                                                     | Dortmund, Hörde                                                                     | Hermann Heinrich Becker                       | DFP                                           |                                               |
| 7                                                     | Hamm, Soest                                                                         | Florens von Bockum-Dolffs                     | fraktionslos liberal                          |                                               |
| 8                                                     | Lippstadt, Brilon                                                                   | Theodor Schroeder                             | Zentrum                                       |                                               |
| Provinz Hessen-Nassau – Regierungsbezirk Wiesbaden    |                                                                                     |                                               |                                               |                                               |
| 1                                                     | Obertaunus, Höchst, Usingen                                                         | Jacob Klotz                                   | DFP                                           |                                               |
| 2                                                     | Wiesbaden, Rheingau, Untertaunus                                                    | Friedrich Schenck                             | DFP                                           |                                               |
| 3                                                     | St. Goarshausen, Unterwesterwald                                                    | Ernst Lieber                                  | Zentrum                                       |                                               |
| 4                                                     | Limburg, Oberlahnkreis, Unterlahnkreis                                              | Johannes Knapp                                | DFP                                           |                                               |
| 5                                                     | Dillkreis, Oberwesterwald                                                           | Wilhelm Winter                                | KP                                            |                                               |
| 6                                                     | Frankfurt am Main                                                                   | Leopold Sonnemann                             | DtVP                                          |                                               |
| Provinz Hessen-Nassau – Regierungsbezirk Kassel       |                                                                                     |                                               |                                               |                                               |
| 1                                                     | Rinteln, Hofgeismar, Wolfhagen                                                      | Friedrich Oetker                              | NLP                                           |                                               |
| 2                                                     | Kassel, Melsungen                                                                   | Otto Bähr                                     | NLP                                           |                                               |
| 3                                                     | Fritzlar, Homberg, Ziegenhain                                                       | Wilhelm Wehrenpfennig                         | NLP                                           |                                               |
| 4                                                     | Eschwege, Schmalkalden, Witzenhausen                                                | Richard Harnier                               | NLP                                           |                                               |
| 5                                                     | Marburg, Frankenberg, Kirchhain                                                     | Karl Grimm                                    | KP                                            |                                               |
| 6                                                     | Hersfeld, Rotenburg (Fulda), Hünfeld                                                | August Braun                                  | NLP                                           |                                               |
| 7                                                     | Fulda, Schlüchtern, Gersfeld                                                        | Franz Herrlein                                | Zentrum                                       |                                               |
| 8                                                     | Hanau, Gelnhausen                                                                   | Hermann Weigel                                | NLP                                           |                                               |
| Rheinprovinz – Regierungsbezirk Köln                  |                                                                                     |                                               |                                               |                                               |
| 1                                                     | Köln-Stadt                                                                          | Nicola Philipp Grosman                        | Zentrum                                       |                                               |
| 2                                                     | Köln-Land                                                                           | Friedrich Wilhelm Grosman                     | Zentrum                                       |                                               |
| 3                                                     | Bergheim (Erft), Euskirchen                                                         | Wilhelm Rudolphi                              | Zentrum                                       |                                               |
| 4                                                     | Rheinbach, Bonn                                                                     | Eugen von Kesseler                            | Zentrum                                       |                                               |
| 5                                                     | Siegkreis, Waldbröl                                                                 | Joseph Lingens                                | Zentrum                                       |                                               |
| 6                                                     | Mülheim am Rhein, Gummersbach, Wipperfürth                                          | Ignatz Bürgers                                | fraktionslos liberal                          |                                               |
| Rheinprovinz – Regierungsbezirk Düsseldorf            |                                                                                     |                                               |                                               |                                               |
| 1                                                     | Remscheid, Lennep, Mettmann                                                         | Friedrich Techow                              | NLP                                           |                                               |
| 2                                                     | Elberfeld, Barmen                                                                   | Heinrich von Kusserow                         | LRP                                           |                                               |
| 3                                                     | Solingen                                                                            | Georg von Bunsen                              | NLP                                           |                                               |
| 4                                                     | Düsseldorf                                                                          | Josef Bernards                                | Zentrum                                       |                                               |
| 5                                                     | Essen                                                                               | Joseph Krebs                                  | Zentrum                                       |                                               |
| 6                                                     | Duisburg, Mülheim an der Ruhr, Ruhrort, Oberhausen                                  | Richard Wilhelm Dove                          | NLP                                           |                                               |
| 7                                                     | Moers, Rees                                                                         | Otto von Loë                                  | Zentrum                                       |                                               |
| 8                                                     | Kleve, Geldern                                                                      | Theodor Ferdinand Ulrich                      | Zentrum                                       |                                               |
| 9                                                     | Kempen                                                                              | Ludwig Pelzer                                 | Zentrum                                       |                                               |
| 10                                                    | Gladbach                                                                            | Franz Josef Kratz                             | fraktionslos liberal                          |                                               |
| 11                                                    | Krefeld                                                                             | August Reichensperger                         | Zentrum                                       |                                               |
| 12                                                    | Neuss, Grevenbroich                                                                 | Albert von Thimus                             | Zentrum                                       |                                               |
| Rheinprovinz – Regierungsbezirk Koblenz               |                                                                                     |                                               |                                               |                                               |
| 1                                                     | Wetzlar, Altenkirchen                                                               | Otto von Helldorff                            | KP                                            |                                               |
| 2                                                     | Neuwied                                                                             | Eduard Böhmer                                 | NLP                                           |                                               |
| 3                                                     | Koblenz, St. Goar                                                                   | Karl Friedrich von Savigny                    | Zentrum                                       |                                               |
| 4                                                     | Kreuznach, Simmern                                                                  | Heinrich von Treitschke                       | NLP                                           |                                               |
| 5                                                     | Mayen, Ahrweiler                                                                    | Christoph Moufang                             | Zentrum                                       |                                               |
| 6                                                     | Adenau, Cochem, Zell                                                                | Andreas von Grand-Ry                          | Zentrum                                       |                                               |
| Rheinprovinz – Regierungsbezirk Trier                 |                                                                                     |                                               |                                               |                                               |
| 1                                                     | Daun, Bitburg, Prüm                                                                 | Carl Josef Holzer                             | fraktionslos konservativ                      |                                               |
| 2                                                     | Wittlich, Bernkastel                                                                | Ernst Fier                                    | Zentrum                                       |                                               |
| 3                                                     | Trier                                                                               | Jacob Thanitsch                               | Zentrum                                       |                                               |
| 4                                                     | Saarlouis, Merzig, Saarburg                                                         | Julius Bellinger                              | Zentrum                                       |                                               |
| 5                                                     | Saarbrücken                                                                         | Otto Ludwig Krug von Nidda                    | DRP                                           |                                               |
| 6                                                     | Ottweiler, St. Wendel, Meisenheim                                                   | Carl Ferdinand von Stumm-Halberg              | DRP                                           |                                               |
| Rheinprovinz – Regierungsbezirk Aachen                |                                                                                     |                                               |                                               |                                               |
| 1                                                     | Schleiden, Malmedy, Montjoie                                                        | Richard Hasenclever                           | LRP                                           |                                               |
| 2                                                     | Eupen, Aachen-Land                                                                  | Adam Bock                                     | Zentrum                                       |                                               |
| 3                                                     | Aachen-Stadt                                                                        | Leopold von Spee                              | Zentrum                                       |                                               |
| 4                                                     | Düren, Jülich                                                                       | Johannes Decker                               | Zentrum                                       |                                               |
| 5                                                     | Geilenkirchen, Heinsberg, Erkelenz                                                  | Carl Lucius                                   | Zentrum                                       |                                               |
| Hohenzollernsche Lande – Regierungsbezirk Sigmaringen |                                                                                     |                                               |                                               |                                               |
| 1                                                     | Sigmaringen, Hechingen                                                              | August Evelt                                  | LRP                                           |                                               |

### Bayern
| Königreich Bayern | Königreich Bayern                                                                                            | Königreich Bayern                     | Königreich Bayern    | Königreich Bayern |
| Oberbayern        | Oberbayern                                                                                                   | Oberbayern                            | Oberbayern           | Oberbayern        |
| ----------------- | --- | ------------------------------------- | -------------------- | ----------------- |
| 1                 | München I (Altstadt, Lehel, Maxvorstadt)                                                                     | Franz August Schenk von Stauffenberg  | NLP                  |                   |
| 2                 | München II (Isarvorstadt, Ludwigsvorstadt, Au, Haidhausen, Giesing), München-Land, Starnberg, Wolfratshausen | Wilhelm Kastner                       | LRP                  |                   |
| 3                 | Aichach, Friedberg, Dachau, Schrobenhausen                                                                   | Joseph Anton Schmid                   | Zentrum              |                   |
| 4                 | Ingolstadt, Freising, Pfaffenhofen                                                                           | Peter Karl von Aretin                 | Zentrum              |                   |
| 5                 | Wasserburg, Erding, Mühldorf                                                                                 | Matthaeus Lugscheider                 | Zentrum              |                   |
| 6                 | Weilheim, Werdenfels, Bruck, Landsberg, Schongau                                                             | Emeran Kottmüller                     | LRP                  |                   |
| 7                 | Rosenheim, Ebersberg, Miesbach, Tölz                                                                         | Franz Xaver Obermayr                  | Zentrum              |                   |
| 8                 | Traunstein, Laufen, Berchtesgaden, Altötting                                                                 | Maximilian von Seinsheim-Grünbach     | Zentrum              |                   |
| Niederbayern      | |                                       |                      |                   |
| 1                 | Landshut, Dingolfing, Vilsbiburg                                                                             | Karl von Ow                           | Zentrum              |                   |
| 2                 | Straubing, Bogen, Landau, Vilshofen                                                                          | Conrad von Preysing                   | Zentrum              |                   |
| 3                 | Passau, Wegscheid, Wolfstein, Grafenau                                                                       | Franz Xaver Greil                     | Zentrum              |                   |
| 4                 | Pfarrkirchen, Eggenfelden, Griesbach                                                                         | Jacob Stadlberger                     | LRP                  |                   |
| 5                 | Deggendorf, Regen, Viechtach, Kötzting                                                                       | Aloys Hafenbrädl                      | Zentrum              |                   |
| 6                 | Kelheim, Rottenburg, Mallersdorf                                                                             | Ludwig von Lottner                    | LRP                  |                   |
| Pfalz             | |                                       |                      |                   |
| 1                 | Speyer, Ludwigshafen, Frankenthal                                                                            | Ludwig Heydenreich                    | NLP                  |                   |
| 2                 | Landau, Neustadt an der Haardt                                                                               | Ludwig Andreas Jordan                 | NLP                  |                   |
| 3                 | Germersheim, Bergzabern                                                                                      | Ludwig Louis                          | LRP                  |                   |
| 4                 | Zweibrücken, Pirmasens                                                                                       | Karl Schmidt                          | NLP                  |                   |
| 5                 | Homburg, Kusel                                                                                               | Franz Armand Buhl                     | NLP                  |                   |
| 6                 | Kaiserslautern, Kirchheimbolanden                                                                            | Carl Golsen                           | NLP                  |                   |
| Oberpfalz         | |                                       |                      |                   |
| 1                 | Regensburg, Burglengenfeld, Stadtamhof                                                                       | Adolf von Walderdorff                 | Zentrum              |                   |
| 2                 | Amberg, Nabburg, Sulzbach, Eschenbach                                                                        | Andreas Freytag                       | Zentrum              |                   |
| 3                 | Neumarkt, Velburg, Hemau                                                                                     | Hermann von Reichlin-Meldegg          | Zentrum              |                   |
| 4                 | Neunburg, Waldmünchen, Cham, Roding                                                                          | August Schels                         | Zentrum              |                   |
| 5                 | Neustadt a. d. Waldnaab, Vohenstrauß, Tirschenreuth                                                          | Eduard von Sazenhofen                 | Zentrum              |                   |
| Oberfranken       | |                                       |                      |                   |
| 1                 | Hof, Naila, Rehau, Münchberg                                                                                 | Friedrich von Schauß                  | NLP                  |                   |
| 2                 | Bayreuth, Wunsiedel, Berneck                                                                                 | Max Kraussold                         | DFP                  |                   |
| 3                 | Forchheim, Kulmbach, Pegnitz, Ebermannstadt                                                                  | Chlodwig zu Hohenlohe-Schillingsfürst | LRP                  |                   |
| 4                 | Kronach, Staffelstein, Lichtenfels, Stadtsteinach, Teuschnitz                                                | Richard von Swaine                    | LRP                  |                   |
| 5                 | Bamberg, Höchstadt                                                                                           | Jacob Schüttinger                     | Zentrum              |                   |
| Mittelfranken     | |                                       |                      |                   |
| 1                 | Nürnberg | Carl Crämer                           | DFP                  |                   |
| 2                 | Erlangen, Fürth, Hersbruck                                                                                   | Heinrich Marquardsen                  | NLP                  |                   |
| 3                 | Ansbach, Schwabach, Heilsbronn                                                                               | Georg Martin Thomas                   | NLP                  |                   |
| 4                 | Eichstätt, Beilngries, Weissenburg                                                                           | Carl Herz                             | DFP                  |                   |
| 5                 | Dinkelsbühl, Gunzenhausen, Feuchtwangen                                                                      | Otto Erhard                           | DFP                  |                   |
| 6                 | Rothenburg ob der Tauber, Neustadt an der Aisch                                                              | Marquard Adolph Barth                 | LRP                  |                   |
| Unterfranken      | |                                       |                      |                   |
| 1                 | Aschaffenburg, Alzenau, Obernburg, Miltenberg                                                                | Thomas Hauck                          | Zentrum              |                   |
| 2                 | Kitzingen, Gerolzhofen, Ochsenfurt, Volkach                                                                  | Christian Fischer                     | DFP                  |                   |
| 3                 | Lohr, Karlstadt, Hammelburg, Marktheidenfeld, Gemünden                                                       | Karl zu Löwenstein-Wertheim-Rosenberg | Zentrum              |                   |
| 4                 | Neustadt an der Saale, Brückenau, Mellrichstadt, Königshofen, Kissingen                                      | Friedrich von Luxburg                 | LRP                  |                   |
| 5                 | Schweinfurt, Haßfurt, Ebern                                                                                  | Winfried von Hörmann                  | LRP                  |                   |
| 6                 | Würzburg | Joseph Gerstner                       | DFP                  |                   |
| Schwaben          | |                                       |                      |                   |
| 1                 | Augsburg, Wertingen                                                                                          | Ludwig von Fischer                    | LRP                  |                   |
| 2                 | Donauwörth, Nördlingen, Neuburg                                                                              | Max Mayer                             | Zentrum              |                   |
| 3                 | Dillingen, Günzburg, Zusmarshausen                                                                           | Josef Wagner                          | LRP                  |                   |
| 4                 | Illertissen, Neu-Ulm, Memmingen, Krumbach                                                                    | Wilhelm von Behringer                 | LRP                  |                   |
| 5                 | Kaufbeuren, Mindelheim, Oberdorf, Füssen                                                                     | Carl Franz Wilhelm Edel               | fraktionslos liberal |                   |
| 6                 | Immenstadt, Sonthofen, Kempten (Allgäu), Lindau                                                              | Joseph Völk                           | LRP                  |                   |

### Sachsen
| Königreich Sachsen | Königreich Sachsen                          | Königreich Sachsen           | Königreich Sachsen   | Königreich Sachsen |
| ------------------ | ------------------------------------------- | ---------------------------- | -------------------- | ------------------ |
| 1                  | Zittau                                      | Julius Pfeiffer              | fraktionslos liberal |                    |
| 2                  | Löbau                                       | Karl Mosig von Aehrenfeld    | NLP                  |                    |
| 3                  | Bautzen, Kamenz, Bischofswerda              | Rudolf Thiel                 | NLP                  |                    |
| 4                  | Dresden rechts der Elbe, Radeberg, Radeburg | Friedrich Oskar von Schwarze | LRP                  |                    |
| 5                  | Dresden links der Elbe                      | Franz Wigard                 | DFP                  |                    |
| 6                  | Dresden-Land links der Elbe, Dippoldiswalde | Karl Gustav Ackermann        | LRP                  |                    |
| 7                  | Meißen, Großenhain, Riesa                   | Karl Richard Hirschberg      | LRP                  |                    |
| 8                  | Pirna, Sebnitz                              | Arthur Eysoldt               | DFP                  |                    |
| 9                  | Freiberg, Hainichen                         | Wilhelm Schaffrath           | DFP                  |                    |
| 10                 | Döbeln, Nossen, Leisnig                     | Wilhelm Oehmichen            | DFP                  |                    |
| 11                 | Oschatz, Wurzen, Grimma                     | Theodor Günther              | LRP                  |                    |
| 12                 | Leipzig-Stadt                               | Eduard Stephani              | NLP                  |                    |
| 13                 | Leipzig-Land, Taucha, Markranstädt, Zwenkau | Karl Birnbaum                | NLP                  |                    |
| 14                 | Borna, Geithain, Rochlitz                   | Hermann Köchly               | DFP                  |                    |
| 15                 | Mittweida, Frankenberg, Augustusburg        | Karl Biedermann              | NLP                  |                    |
| 16                 | Chemnitz                                    | Richard Ludwig               | DFP                  |                    |
| 17                 | Glauchau, Meerane, Hohenstein-Ernstthal     | August Bebel                 | SDAP                 |                    |
| 18                 | Zwickau, Crimmitschau, Werdau               | Reinhold Schraps             | SDAP                 |                    |
| 19                 | Stollberg, Schneeberg                       | Heinrich Minckwitz           | DFP                  |                    |
| 20                 | Marienberg, Zschopau                        | Eduard Brockhaus             | NLP                  |                    |
| 21                 | Annaberg, Schwarzenberg, Johanngeorgenstadt | Carl Böhme                   | DFP                  |                    |
| 22                 | Auerbach, Reichenbach                       | Otto Georgi                  | NLP                  |                    |
| 23                 | Plauen, Oelsnitz, Klingenthal               | Otto zu Münster-Langelage    | LRP                  |                    |

### Württemberg
| Königreich Württemberg | Königreich Württemberg                        | Königreich Württemberg          | Königreich Württemberg | Königreich Württemberg |
| ---------------------- | --------------------------------------------- | ------------------------------- | ---------------------- | ---------------------- |
| 1                      | Stuttgart                                     | Gustav Müller                   | NLP                    |                        |
| 2                      | Cannstatt, Ludwigsburg, Marbach, Waiblingen   | August Ludwig Reyscher          | NLP                    |                        |
| 3                      | Heilbronn, Besigheim, Brackenheim, Neckarsulm | Adolf Goppelt                   | NLP                    |                        |
| 4                      | Böblingen, Vaihingen, Leonberg, Maulbronn     | Otto Elben                      | NLP                    |                        |
| 5                      | Esslingen, Nürtingen, Kirchheim, Urach        | Emil von Keßler                 | NLP                    |                        |
| 6                      | Reutlingen, Tübingen, Rottenburg              | Rudolf von Wagner-Frommenhausen | DRP                    |                        |
| 7                      | Nagold, Calw, Neuenbürg, Herrenberg           | Lorenz Chevalier                | NLP                    |                        |
| 8                      | Freudenstadt, Horb, Oberndorf, Sulz           | Christian von Frisch            | NLP                    |                        |
| 9                      | Balingen, Rottweil, Spaichingen, Tuttlingen   | Friedrich Notter                | NLP                    |                        |
| 10                     | Gmünd, Göppingen, Welzheim, Schorndorf        | Julius Hölder                   | NLP                    |                        |
| 11                     | Hall, Backnang, Öhringen, Weinsberg           | Franz von Weber                 | NLP                    |                        |
| 12                     | Gerabronn, Crailsheim, Mergentheim, Künzelsau | Hermann zu Hohenlohe-Langenburg | DRP                    |                        |
| 13                     | Aalen, Gaildorf, Neresheim, Ellwangen         | Carl Streich                    | fraktionslos liberal   |                        |
| 14                     | Ulm, Heidenheim, Geislingen                   | Robert Römer                    | NLP                    |                        |
| 15                     | Ehingen, Blaubeuren, Laupheim, Münsingen      | Karl von Schmid                 | NLP                    |                        |
| 16                     | Biberach, Leutkirch, Waldsee, Wangen          | Wilhelm von Waldburg-Zeil       | DRP                    |                        |
| 17                     | Ravensburg, Tettnang, Saulgau, Riedlingen     | Rudolf Probst                   | Zentrum                |                        |

### Baden
| Großherzogtum Baden | Großherzogtum Baden                          | Großherzogtum Baden           | Großherzogtum Baden | Großherzogtum Baden |
| ------------------- | -------------------------------------------- | ----------------------------- | ------------------- | ------------------- |
| 1                   | Konstanz, Überlingen, Stockach               | Carl Seiz                     | NLP                 |                     |
| 2                   | Donaueschingen, Villingen                    | Ludwig Kirsner                | NLP                 |                     |
| 3                   | Waldshut, Säckingen, Neustadt im Schwarzwald | Joseph Hebting                | NLP                 |                     |
| 4                   | Lörrach, Müllheim                            | Franz von Roggenbach          | LRP                 |                     |
| 5                   | Freiburg, Emmendingen                        | Eduard Fauler                 | NLP                 |                     |
| 6                   | Lahr, Wolfach                                | Friedrich Kiefer              | NLP                 |                     |
| 7                   | Offenburg, Kehl                              | Carl Eckhard                  | NLP                 |                     |
| 8                   | Rastatt, Bühl, Baden-Baden                   | Jakob Lindau                  | Zentrum             |                     |
| 9                   | Pforzheim, Ettlingen                         | August Dennig                 | NLP                 |                     |
| 10                  | Karlsruhe, Bruchsal                          | Wilhelm von Baden             | DRP                 |                     |
| 11                  | Mannheim                                     | August Lamey                  | NLP                 |                     |
| 12                  | Heidelberg, Mosbach                          | Wilhelm Blum                  | NLP                 |                     |
| 13                  | Bretten, Sinsheim                            | Louis Paravicini              | NLP                 |                     |
| 14                  | Tauberbischofsheim, Buchen                   | Wilhelm Emmanuel von Ketteler | Zentrum             |                     |

### Hessen
| Großherzogtum Hessen | Großherzogtum Hessen                               | Großherzogtum Hessen         | Großherzogtum Hessen | Großherzogtum Hessen |
| -------------------- | -------------------------------------------------- | ---------------------------- | -------------------- | -------------------- |
| 1                    | Gießen, Grünberg, Nidda                            | Adalbert Nordeck zur Rabenau | LRP                  |                      |
| 2                    | Friedberg, Büdingen, Vilbel                        | Georg von Wedekind           | NLP                  |                      |
| 3                    | Lauterbach, Alsfeld, Schotten                      | Friedrich zu Solms-Laubach   | DRP                  |                      |
| 4                    | Darmstadt, Groß-Gerau                              | Carl Johann Hoffmann         | NLP                  |                      |
| 5                    | Offenbach, Dieburg                                 | Friedrich Dernburg           | NLP                  |                      |
| 6                    | Erbach, Bensheim, Lindenfels, Neustadt im Odenwald | Georg Martin                 | NLP                  |                      |
| 7                    | Worms, Heppenheim, Wimpfen                         | Johann Pfannebecker          | NLP                  |                      |
| 8                    | Bingen, Alzey                                      | August Metz                  | NLP                  |                      |
| 9                    | Mainz, Oppenheim                                   | Ludwig Bamberger             | NLP                  |                      |

### Kleinstaaten
| Großherzogtum Mecklenburg-Schwerin    | Großherzogtum Mecklenburg-Schwerin                                | Großherzogtum Mecklenburg-Schwerin | Großherzogtum Mecklenburg-Schwerin | Großherzogtum Mecklenburg-Schwerin |
| ------------------------------------- | ----------------------------------------------------------------- | ---------------------------------- | ---------------------------------- | ---------------------------------- |
| 1                                     | Hagenow, Grevesmühlen                                             | Carl Prosch                        | NLP                                |                                    |
| 2                                     | Schwerin, Wismar                                                  | Karl Christian Heinrich Westphal   | NLP                                |                                    |
| 3                                     | Parchim, Ludwigslust                                              | Moritz Wiggers                     | DFP                                |                                    |
| 4                                     | Waren, Malchin                                                    | Hermann Pogge                      | NLP                                |                                    |
| 5                                     | Rostock, Doberan                                                  | Otto Büsing                        | NLP                                |                                    |
| 6                                     | Güstrow, Ribnitz                                                  | Friedrich Büsing                   | NLP                                |                                    |
| Großherzogtum Sachsen-Weimar-Eisenach |                                                                   |                                    |                                    |                                    |
| 1                                     | Weimar, Apolda                                                    | Hugo Friedrich Fries               | NLP                                |                                    |
| 2                                     | Eisenach, Dermbach                                                | Wilhelm Endemann                   | NLP                                |                                    |
| 3                                     | Jena, Neustadt an der Orla                                        | Wilhelm Genast                     | NLP                                |                                    |
| Großherzogtum Mecklenburg-Strelitz    |                                                                   |                                    |                                    |                                    |
| 1                                     | Neustrelitz, Neubrandenburg, Schönberg                            | Franz Pogge                        | NLP                                |                                    |
| Großherzogtum Oldenburg               |                                                                   |                                    |                                    |                                    |
| 1                                     | Oldenburg, Eutin, Birkenfeld                                      | Werner Lentz                       | NLP                                |                                    |
| 2                                     | Jever, Brake, Westerstede, Varel, Elsfleth, Landwürden            | Friedrich Graepel                  | NLP                                |                                    |
| 3                                     | Vechta, Delmenhorst, Cloppenburg, Wildeshausen, Berne, Friesoythe | Anton Russell                      | Zentrum                            |                                    |
| Herzogtum Braunschweig                |                                                                   |                                    |                                    |                                    |
| 1                                     | Braunschweig, Blankenburg                                         | Wilhelm Bode                       | NLP                                |                                    |
| 2                                     | Helmstedt, Wolfenbüttel                                           | August Ludwig von Rochau           | NLP                                |                                    |
| 3                                     | Holzminden, Gandersheim                                           | Ferdinand Koch                     | NLP                                |                                    |
| Herzogtum Sachsen-Meiningen           |                                                                   |                                    |                                    |                                    |
| 1                                     | Meiningen, Hildburghausen                                         | Hermann Friedrich Valentin         | NLP                                |                                    |
| 2                                     | Sonneberg, Saalfeld                                               | Eduard Lasker                      | NLP                                |                                    |
| Herzogtum Sachsen-Altenburg           |                                                                   |                                    |                                    |                                    |
| 1                                     | Altenburg, Roda                                                   | Gustav Richard Wagner              | NLP                                |                                    |
| Herzogtum Sachsen-Coburg-Gotha        |                                                                   |                                    |                                    |                                    |
| 1                                     | Coburg                                                            | Moriz Adolph Briegleb              | NLP                                |                                    |
| 2                                     | Gotha                                                             | Carl Kaemmerer                     | NLP                                |                                    |
| Herzogtum Anhalt                      |                                                                   |                                    |                                    |                                    |
| 1                                     | Dessau, Zerbst                                                    | John Prince-Smith                  | NLP                                |                                    |
| 2                                     | Bernburg, Köthen, Ballenstedt                                     | Alfred Ferdinand Baldamus          | NLP                                |                                    |
| Fürstentum Schwarzburg-Rudolstadt     |                                                                   |                                    |                                    |                                    |
| 1                                     | Königsee, Frankenhausen                                           | Eugen Richter                      | DFP                                |                                    |
| Fürstentum Schwarzburg-Sondershausen  |                                                                   |                                    |                                    |                                    |
| 1                                     | Sondershausen, Arnstadt, Gehren, Ebeleben                         | Carl Hermann Kanngießer            | NLP                                |                                    |
| Fürstentum Waldeck-Pyrmont            |                                                                   |                                    |                                    |                                    |
| 1                                     | Waldeck, Pyrmont                                                  | Johannes von Miquel                | NLP                                |                                    |
| Fürstentum Reuß älterer Linie         |                                                                   |                                    |                                    |                                    |
| 1                                     | Greiz, Burgk                                                      | Heinrich von Kommerstädt           | fraktionslos konservativ           |                                    |
| Fürstentum Reuß jüngerer Linie        |                                                                   |                                    |                                    |                                    |
| 1                                     | Gera, Schleiz                                                     | Karl Braun (Politiker, 1822)       | NLP                                |                                    |
| Fürstentum Schaumburg-Lippe           |                                                                   |                                    |                                    |                                    |
| 1                                     | Bückeburg, Stadthagen                                             | Julius Martin Weißich              | NLP                                |                                    |
| Fürstentum Lippe                      |                                                                   |                                    |                                    |                                    |
| 1                                     | Detmold, Lemgo                                                    | Franz Hausmann                     | DFP                                |                                    |
| Hansestadt Lübeck                     |                                                                   |                                    |                                    |                                    |
| 1                                     | Lübeck                                                            | August Wichmann                    | NLP                                |                                    |
| Freie Hansestadt Bremen               |                                                                   |                                    |                                    |                                    |
| 1                                     | Bremen, Bremerhaven                                               | Alexander Georg Mosle              | NLP                                |                                    |
| Freie und Hansestadt Hamburg          |                                                                   |                                    |                                    |                                    |
| 1                                     | Neustadt, St. Pauli                                               | Edgar Daniel Roß                   | LRP                                |                                    |
| 2                                     | Altstadt, St. Georg, Hammerbrook                                  | Edward Banks                       | DFP                                |                                    |
| 3                                     | Vororte und Landherrenschaften                                    | Isaac Wolffson                     | NLP                                |                                    |

## Fraktionen des 1.Reichstags
Im 1. Reichstag schlossen sich mehrere Abgeordnete nicht der Fraktion ihrer eigentlichen Partei an und blieben fraktionslos. In der ersten Sitzungssession der Legislaturperiode besaßen die Reichstagsfraktionen die folgende Stärke:
| Nationalliberale      | 116 |
| Zentrum               | 057 |
| Altkonservative       | 050 |
| Fortschrittspartei    | 044 |
| Freikonservative      | 038 |
| Liberale Reichspartei | 029 |
| Polen                 | 013 |
| Fraktionslose         | 029 |
| Vakante Mandate       | 006 |

Im weiteren Verlauf der Legislaturperiode änderte sich aufgrund von Nachwahlen und Fraktionswechseln mehrfach die Stärke der einzelnen Fraktionen.